# Outremont JU
Outremont ist ein Ort in der Gemeinde Clos du Doubs in der Schweiz.

## Geographie
Outremont liegt 1 km nördlich von Saint-Ursanne und 1,5 km östlich des Col de la Croix an der gegen Süden abfallenden Bergflanke des Mont Terri, auf einer Geländeterrasse. Durch Grenzsteine sind die alten Grenzen ersichtlich. Die heutigen Grenzen werden von Sonnenuhren nur grob markiert.

## Geschichte
Es gab in Outremont ein Schloss am linken Waldrand des Hügels. Es ist nur noch der Graben, der Spalten um die verschwundenen Ruinen sichtbar.
Die Strasse, welche erst im Zweiten Weltkrieg gebaut wurde, ist noch heute befahrbar und führt in Ost- und West-Richtung durch Outremont. Die alte Route des Weges ist heutzutage teilweise schwer erkennbar und wird nur noch stückweise gebraucht. Die Koordinaten der alten Grenzen sind 577893 / 247161.
Seit 1989 wird der Hof durch die neu gegründete Outremont GmbH betrieben.
Bis zum 1. Januar 2009 war Outremont ein Teil von Montmelon.

## Verkehr
Outremont ist nicht mit dem öffentlichen Verkehr erschlossen. Der Ort ist über Strassen nach Saint-Ursanne, Courgenay und Delémont verbunden und zu Fuss in 45 Minuten vom Bahnhof Saint-Ursanne her erreichbar. Die Verbindung zur Hauptstrasse am Col de la Croix ist erst im 21. Jahrhundert mit Asphalt bedeckt worden.

## Name
Die Bedeutung von Outre ist darüber hinaus und bezieht sich wahrscheinlich auf Montenol die südliche Stadt nach St-Ursanne. Der zweite Namensteil leitet sich von Mont, dem französischen Wort für Berg, her.

## Sonstiges
- Am 21. November 2008 gastierte die Sendereihe SRF bi de Lüt des Schweizer Fernsehens in Outremont.[6]

- Seit 1990 befindet sich eine Photovoltaikanlage auf dem Hofgut Outremont,[7] deren Stromprodukte unter anderem im Kanton Basel-Landschaft verkauft werden.[8][9]